# José Benito Monterroso
José Benito Silverio Monterroso Bermúdez (Montevideo 1780-1838) fue un sacerdote católico y político de la Banda Oriental de destacada actuación durante la segunda década del siglo XIX, como uno de los más estrechos colaboradores del caudillo José Artigas.

## Biografía
Era el mayor de seis hermanos, entre quienes se contaba Ana Monterroso, esposa del general Juan Antonio Lavalleja. Por el lado de su madre, Juana Paula Bermúdez Artigas, era sobrino segundo del caudillo oriental Artigas. Estudió en Montevideo, con los franciscanos y luego se ordenó sacerdote en Buenos Aires el 30 de julio de 1799. 
Se dedicó inicialmente a la docencia y en 1803 asumió la cátedra de filosofía en la Universidad de Córdoba. En 1807, siempre radicado en Córdoba, se hizo cargo de la cátedra de Teología y adquirió un prestigio de ilustre doctor que su actuación política posterior llegaría a borrar casi totalmente (con frecuencia, en los años siguientes, los enemigos de Artigas lo calificaron de inculto y brutal). 
En febrero de 1811 se celebró en Buenos Aires un capítulo de la congregación franciscana y Monterroso fue designado lector de sagrada teología. 
En 1814 abandonó todos sus cargos y marchó a la Banda Oriental para sumarse a las fuerzas revolucionarias de José Artigas (artiguismo). Varias veces fue reclamado desde el convento franciscano de Buenos Aires, reclamando su obediencia y el regreso al convento; se presume que era llamado por presión del gobierno, como forma de atacar a Artigas, a quien todos los porteños veían como a un enemigo. Fue acusado de apóstata en la prensa en fecha tan temprana como el año 1815, y no hay constancia de que en ningún momento haya actuado en función sacerdotal. Se presume que renunció a su condición; no obstante, esta situación sólo se oficializaría en 1818, cuando abandonó los hábitos y comenzó a convivir con una joven, apodada «la Clarita».

Cuando Miguel Barreiro, hasta entonces secretario del caudillo, marchó a Montevideo en febrero de 1815 para hacerse cargo de la gobernación, desde entonces los oficios y documentos de Artigas llevaron el inconfundible sello de su prosa exaltada, llena de expresiones fuertes – retórica única para ese tiempo y considerada, en términos generales, fascinante. La misma cualidad tenía sin duda su persona, según los recuerdos de todos los que en aquellos años le conocieron íntimamente y le trataron; un hombre facundo, muy criollo, interminablemente verborrágico, a quien placía, al caer la tarde, sentarse en el alojamiento de algún amigo para tomar mate y “patriar”, nombre que se deba a los larguísimos  monólogos que encantaban a la concurrencia. Ramón de Cáceres recordaba que “las patriadas de Monterroso eran de ocho, diez y hasta doce horas, y en ellas reía, lloraba, pero siempre ameno, no dejaba de interesar y no nos cansaba con sus vistas”. 

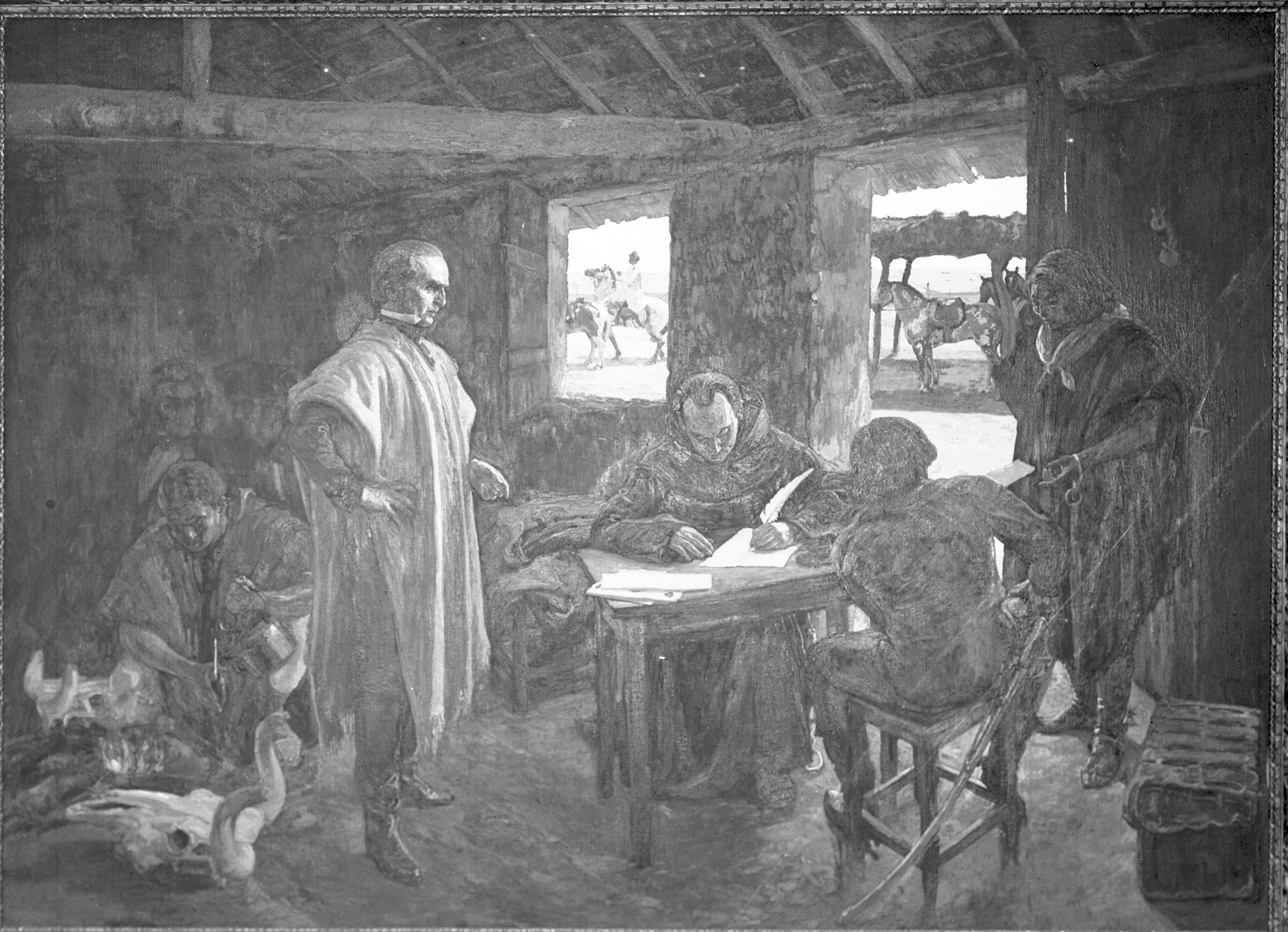
Ilustración de Diógenes Hequet que muestra a Artigas dictando a su secretario José Monterroso las Instrucciones del año XIII.

Se le atribuye la redacción del famoso oficio de Artigas al Cabildo Gobernador de Montevideo, por el que se atacaba al lenguaje más violento “el influjo de los curas y cuánto por este medio adelantó Buenos Aires para entronizar el despotismo” y se ordenaba la expulsión de varios sacerdotes considerándolos porteñistas, al tiempo que se pedía su sustitución por “sacerdotes patricios si los hay, y si no los hay, esperemos que vengan, y si no vienen, acaso con ello seremos doblemente felices”. Este documento molesta indeciblemente a Dámaso Antonio Larrañaga, que no olvida ni su texto ni su autor. Monterroso estaba sin duda fascinado por la figura de Artigas y lo acompaña en los momentos finales de la derrota. 
Al producirse la situación de guerra entre el caudillo oriental y el entrerriano Francisco Ramírez, Monterroso acompañó al caudillo oriental hasta que cayó prisionero de este último, en el combate de Ábalos, provincia de Corrientes. Ya no volvió a ver a Artigas. Permaneció preso hasta después de que Artigas se refugiara en Paraguay, cuando Ramírez lo puso en libertad con la condición de que le sirviera de secretario. Sirvió fielmente a Ramírez, como había servido a Artigas, y de su pluma salió la versión final de la constitución de la República de Entre Ríos.
En 1821 acompañó a Ramírez en su campaña sobre Santa Fe y Córdoba, y fue tomado prisionero por fuerzas santiagueñas al día siguiente de su derrota final en Río Seco. Pasó bastante tiempo prisionero del caudillo santiagueño Ibarra. En Manogasta se encontró con el general José María Paz, quien lo trató con gran respeto, y lo describió sin sotana, con espada al cinto y habiéndose dejado cerrar la tonsura.
Una crisis política en Santiago del Estero le permitió huir, y pasó al territorio de Chile, donde se dedicó a la minería; se dijo que llegó a ser bastante rico. 
En 1834 había logrado reunir dinero y se embarcó en Valparaíso rumbo a Montevideo, con documentación falsa. Llegó al puerto oriental y allí fue descubierta su verdadera identidad, tras lo cual se le detuvo y se le dio por cárcel el convento de los franciscanos. De allí escapó al poco tiempo, pero fue detenido nuevamente y puesto esta vez en la cárcel de la Ciudaduela. 
El entonces ministro de Gobierno, Lucas Obes, lo acusaba de estar en connivencia con Juan Antonio Lavalleja, el cual estaba proscripto por haberse alzado contra la presidencia de Fructuoso Rivera. Finalmente se lo sacaron de encima deportándolo a Europa. 
Monterroso se presentó ante la curia romana, intentando reparar su condición de sacerdote apóstata y logró que lo reconociera como cura seglar estando en Marsella, Francia. Siempre pretendiendo regresar a su patria, se embarcó en Gibraltar y recaló en Río de Janeiro, desde donde escribió a su primo Miguel Barreiro, pidiéndole que usara su influencia para permitirle volver sin consecuencias. 
En diciembre de 1836 desembarcó en Montevideo, pero el entonces vicario apostólico, Dámaso Antonio Larrañaga, en la cima de su poder eclesiástico, le exigió al presidente Manuel Oribe que lo expulsara. O, en su defecto, que lo volviera a internar en el convento de los franciscanos. El presidente resistió las lógicas presiones de Larrañaga, pero Monterroso logró demostrar a las autoridades eclesiásticas que su situación de apostasía había sido reparada ante la Iglesia y logró por fin su libertad. Pasó los últimos años de su vida en Montevideo, haciendo esfuerzos para reivindicar la memoria de Artigas, y falleció el 10 de marzo de 1838.